# Änglar finns dom, pappa?
Änglar finns dom, pappa? är en roman av den svenske författaren John Einar Åberg. Boken utkom 1955 och filmatiserades 1961 som Änglar, finns dom? med bland andra Jarl Kulle i rollerna.